# Queensland Country
Queensland Country – australijski zespół rugby union utworzony w 2014 roku przez Queensland Rugby Union w celu uczestniczenia w National Rugby Championship, jeden z dwóch zespołów reprezentujących stan w tych rozgrywkach.

## Historia
Oficjalna historia rugby w stanie Queensland poza Brisbane sięga roku 1886, gdy powstał Toowoomba Rugby Union, zaledwie trzy lata po ogólnostanowym Northern Rugby Union, który przekształcił się w następnie w Queensland Rugby Union, choć przez kilka poprzedzających lat rugby union walczyło o popularność z Melbourne rules. Silnymi ośrodkami tego sportu stały się Toowoomba, Charters Towers, Ipswich, Gympie, Maryborough, Bundaberg, Roma czy Warwick. Już w 1889 roku regionalni zawodnicy zagrali przeciw New Zealand Māori, a pierwsze spotkanie z zespołem z Brisbane miało miejsce w roku 1902. Obie wojny światowe oraz poszerzanie zasięgu rugby league zatrzymały rozwój rugby union w regionalnych ośrodkach, jego odbudowa nastąpiła dopiero w latach sześćdziesiątych XX wieku. Powstały wówczas lokalne rozgrywki w Darling Downs, Gold Coast czy Wide Bay, a w 1965 roku utworzono Queensland Country Rugby Union. Już w czerwcu tego roku związek stworzył wspólną drużynę, która od tej pory rozgrywa coroczny pojedynek przeciwko reprezentacji Brisbane.
Drużyna powstała po ogłoszeniu utworzenia National Rugby Championship jako jedna z dziewięciu uczestniczących w inauguracyjnym sezonie rozgrywek, a za jej zorganizowanie odpowiedzialność wziął Queensland Rugby Union, by nie obarczać ryzykiem poszczególnych klubów bądź podzwiązków. Szkoleniowcem zespołu został Steve Meehan, trener formacji ataku Reds. Skład został ogłoszony 1 sierpnia 2014 roku, a kapitanem zespołu został mianowany Anthony Faingaʻa. W drugim sezonie Faingaʻa pozostał kapitanem, choć z uwagi na kontuzję jeszcze przed sezonem zastąpił go w tej roli James Tuttle, zaś trenerem został szkoleniowiec zespołu U-20 Reds Jason Gilmore. Tuttle pozostał kapitanem w ogłoszonym 15 sierpnia 2016 roku składzie, rolę trenera objął natomiast były reprezentant Queensland i Australii, Toutai Kefu. W 2017 roku zespół przejął szkoleniowiec stanowej kadry U-20 i były reprezentant Nowej Zelandii, Brad Thorn, a kapitanem został Duncan Paia'aua

## Stadion
Domowe mecze zespołu rozgrywane są na stadionach w całym stanie.

## Stroje
Zawodnicy przywdziewają niebiesko-białe stroje z herbem przedstawiającym orchideę w wielkiej literze Q.

## Składy

### Skład 2014
W trzydziestopięcioosobowym składzie na sezon 2014 znaleźli się prócz dwunastu graczy Reds także zawodnicy rezerw oraz drużyn klubowych: Fred Burke, Haydn Hirsimaki, Greg Holmes, Kirwan Sanday, James Slipper / Saia Faingaʻa, Ryan Freney, Tonga Ma'afu / Cameron Bracewell, Blake Enever, Sam Fattal, Rubin Fuimaono, Jack Payne, Rob Simmons / Ben Adams, Jack de Guingand, Lolo Fakasilea, Mitch King, Beau Robinson, James Turner / Scott Gale, Sam Grasso / Matt Brandon, Mike Harris, James Tuttle / Anthony Faingaʻa, Sam Johnson, Clynton Knox, Campbell Magnay, Uarotafu Setu / Giles Beveridge, Pierce Fitzgerald, Ben Lucas, Tom Pincus, Jamie-Jerry Taulagi, Todd Winkley. Simmons i Slipper byli przydzielonymi do zespołu aktualnymi reprezentantami kraju i ich udział w zawodach był zależny od obowiązków w kadrze.

### Skład 2015
W składzie na sezon 2015 znaleźli się prócz piętnastu graczy Reds także zawodnicy rezerw oraz drużyn klubowych: Haydn Hirsimaki, Sef Fa'agase, Taniela Tupou, Greg Holmes, Reuben Leilua, Andrew Parker, James Slipper / Saia Faingaʻa, Alex Mafi, Tonga Ma'afu, Campbell Wakely / Lukhan Tui, Richie Arnold, Tyrell Barker, Phil Potgieter, Cameron Bracewell, Sam Reiser, Rob Simmons / Jack Cornelson, Maclean Jones, James Turner, Conor Mitchell, Ed Quirk, Radike Samo, Milton Sikuea, Lolo Fakaosilea / Scott Gale, James Tuttle, Harry Nucifora / Sam Greene, Dion Taumata / Duncan Paia'aua, Matt Gordon, Izaia Perese, Anthony Faingaʻa / Jamie-Jerry Taulagi, Tom Banks, Chris Feauai-Sautia, Pierce Fitzgerald, Stephen Van Der Walt, Elliot Hagen, Campbell Magnay, Tom Pincus. Slipper, Simmons i Saia Faingaʻa byli przydzielonymi do zespołu aktualnymi reprezentantami kraju i ich udział w zawodach był zależny od obowiązków w kadrze.

### Skład 2016
W składzie na sezon 2016 znaleźli się prócz piętnastu graczy z doświadczeniem z rozgrywek Super Rugby także przedstawiciele klubów Queensland Premier Rugby: Sef Fa'agase, Richie Asiata, Taniela Tupou, Ben Daley, Kirwan Sanday, James Slipper / Feleti Kaitu'u, Alex Casey, Saia Faingaʻa, Stephen Moore / Izack Rodda, Tyrell Barker, Brad Thorn, Phil Potgieter, Rob Simmons / Angus Scott-Young, Jack Cornelsen, Connor Mitchell, Maclean Jones, Apisai Naiyabo, Lolo Fakaosilea / James Tuttle, Scott Malolua, Issak Fines-Leleiwasa / Mack Mason, Mitch Third / Duncan Paia'aua, Matt Gordon, Campbell Magnay, Josh Birch / Izaia Perese, Tom Banks, Tyronne Lefau, Liam McNamara, Eto Nabuli, Tom Pincus.

### Skład 2017
W składzie na sezon 2017 znalazło się czternastu graczy z doświadczeniem z rozgrywek Super Rugby oraz przedstawiciele wszystkich dziewięciu klubów lokalnych rozgrywek: Sef Fa'agase, Richie Asiata, Taniela Tupou, Kirwan Sanday, Fred Burke / Alex Mafi, Alex Casey, Efi Ma'afu, Stephen Moore / Izack Rodda, Rob Simmons, Philip Potgieter, Harry Hockings / Angus Scott-Young, Liam Wright, Caleb Timu, Ted Postal, Fraser McReight, Tainui Ford, Tyrone Pritchard / James Tuttle, Tate McDermott, Scott Malolua / Hamish Stewart, Teti Tela / Duncan Paia'aua, Patrick James, Conor Chittenden / Campbell Magnay, Izaia Perese, Eto Nabuli, Jock Campbell, Filipo Daugunu, Byron Hutchinson, Veresa Mataitini.